# 刺尾飛蜥
王者蜥属（学名：Uromastyx），為舊大陸鬣蜥科底下一属的动物。此屬的學名是由古希臘文的「尾巴」及「鞭子」組成，取名自牠們尾巴上的厚刺。

## 生物學分類
參考自2009年王者蜥屬的系統分類文獻以及THE REPTILE DATABASE的資料，王者蜥屬(genus Uromastyx)底下的物種共有15種。

分別為：
- 北非王者蜥 Uromastyx acanthinura (BELL, 1825)
- 埃及王者蜥 Uromastyx aegyptia (FORSKÅL, 1775)
- 斯氏王者蜥 Uromastyx alfredschmidti (WILMS & BÖHME, 2001)
- 賓氏王者蜥 Uromastyx benti (ANDERSON, 1894)
- 蘇丹王者蜥 Uromastyx dispar (HEYDEN, 1827)
- 蓋爾王者蜥 Uromastyx geyri (MÜLLER, 1922)
- 麥氏王者蜥 Uromastyx macfadyeni (PARKER, 1932)
- 摩洛哥王者蜥 Uromastyx nigriventris (ROTHSCHILD & HARTERT, 1912)
- 西部王者蜥 Uromastyx occidentalis (MATEO, GENIEZ, LOPEZ-JURADO & BONS, 1999)
- 眼斑王者蜥 Uromastyx ocellata (LICHTENSTEIN, 1823)
- 華麗王者蜥 Uromastyx ornata (HEYDEN, 1827)
- 皇室王者蜥 Uromastyx princeps (O’SHAUGHNESSY, 1880)
- 蕭氏王者蜥 Uromastyx shobraki (WILMS & SCHMITZ, 2007)
- 阿曼王者蜥 Uromastyx thomasi (PARKER, 1930)
- 葉門王者蜥 Uromastyx yemenensis (WILMS & SCHMITZ, 2007)

寵物市場常見的橫帶王者蜥（Uromastyx dispar flavifasciata）以及馬利王者蜥（Uromastyx dispar maliensis)在近年的分子親緣研究上皆被分類為蘇丹王者蜥（Uromastyx dispar）的亞種(subspecies)，而非獨立物種(species)。

過去原為王者蜥屬(genus Uromastyx)的伊朗王者蜥(Uromastyx asmussi)、哈氏王者蜥(Uromastyx hardwickii)以及伊拉克王者蜥(Uromastyx loricata)於2009年的研究重新被分類到棘尾蜥屬(genus Saara)裡。

## 形態特徵

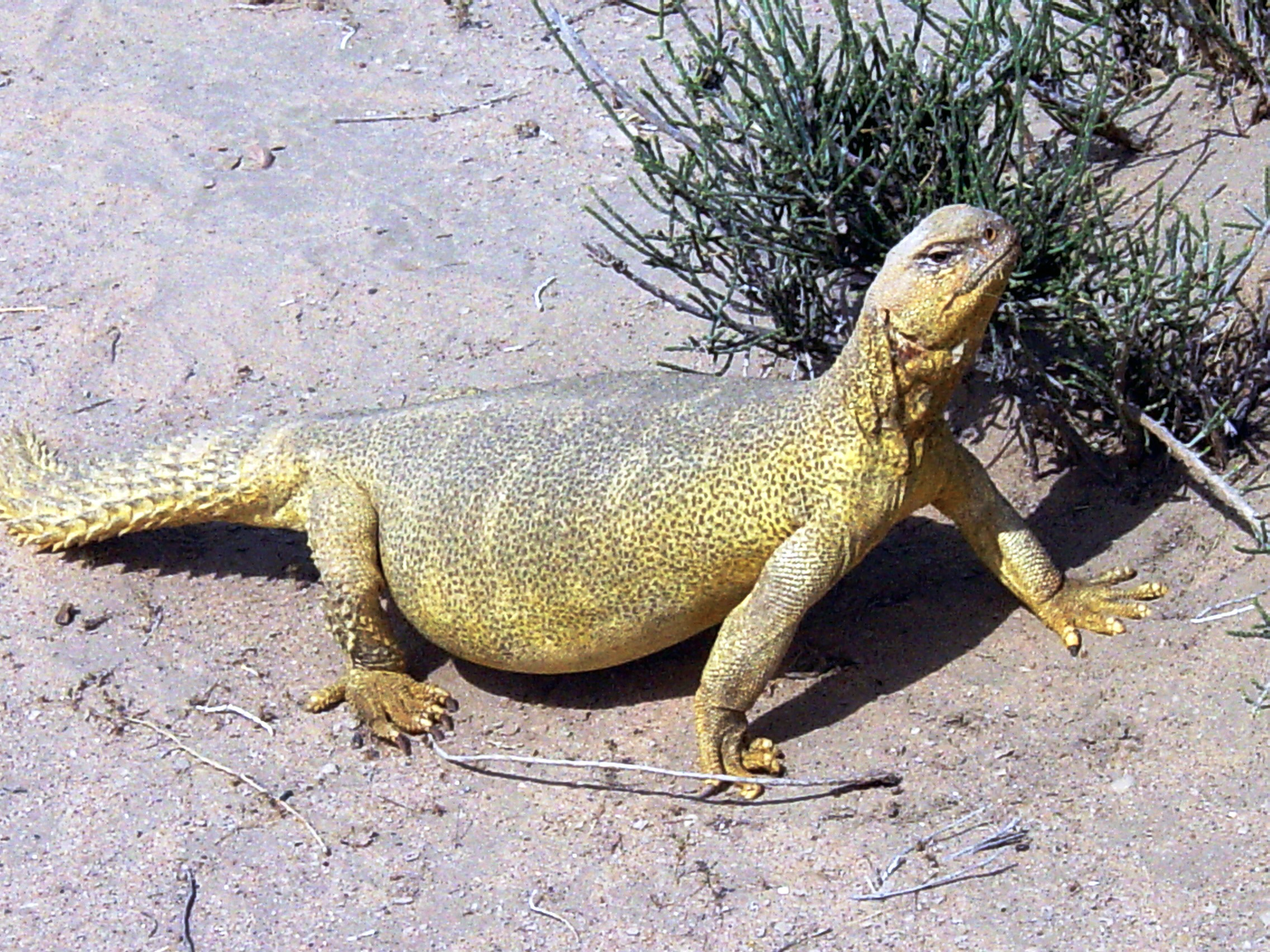
北非王者蜥（Uromastyx acanthinura）

王者蜥尾巴的肌肉相當發達及強壯，且帶有棘刺。
王者蜥的體色會依照太陽光的照射而有深淺變化。

## 分佈
王者蜥主要分佈在非洲北部的沙漠生態系。
海拔從平地至海拔3000呎以上的地方皆有分布。

## 食性
王者蜥主要是植食性的動物。
會在吞下的蔬菜中吸收所需的水份，在野外很少觀察到到牠們直接飲用水源。
此外，幼蜥偶爾會食用些許的昆蟲，但主要還是以植物為食。

## 生殖生態
王者蜥交配後約30日就會生蛋，雌性王者蜥幾乎在任何環境低下都可以生蛋，數量多寡視其年齡及物種而定，每次可產下的蛋約在5到40顆之間，孵化期為70至80日。
初生的幼蜥重約4至6克，長約5厘米（不含尾巴）。

## 保育狀況
本属所有种均被列為《瀕危野生動植物種國際貿易公約》附錄二的物種，被限制出口及貿易。

## 外部連結
- Exotic-pets.eu （页面存档备份，存于）
- PetEra （页面存档备份，存于）
- The Reptile Database （页面存档备份，存于）